# Bonnaya
Bonnaya là một chi thực vật có hoa trong họ Linderniaceae.
Chi này là các loài cây thân thảo có lẽ có quan hệ họ hàng gần với chi Scolophyllum, khác nhau ở chỗ lá nguyên hay hơi gợn khía răng cưa, hiếm khi có răng cưa, nói chung các gân bên cũng nổi rõ; ống tràng ngắn chỉ khoảng 5–10 mm, các nhị vô sinh (nhị lép) hình chùy. Hạt có các hốc nhỏ thuôn tròn trên bề mặt.

## Phân bố
Các loài này có ở miền đông châu Phi nhiệt đới, Madagascar, vùng nhiệt đới và cận nhiệt đới miền đông châu Á kéo dài tới miền bắc Australia, với một vài loài đã du nhập vào vùng nhiệt đới châu Mỹ, Fiji, Mauritius và Tonga.

## Các loài
Danh sách loài lấy theo Plants of the World Online. Do các loài mô tả trước năm 2014 từng có thời được gộp trong chi Lindernia nên trong bài bổ sung thêm danh pháp đồng nghĩa trong Lindernia để tạo thuận tiện cho việc tra cứu. 
- Bonnaya aculeata (Bonati) Eb.Fisch., Schäferh. & Kai Müll., 2013 (đồng nghĩa: L. aculeata). Khu vực phân bố: Lào, Campuchia.
- Bonnaya antipoda (L.) Druce, 1914 (đồng nghĩa: L. antipoda, L. pachypoda, L. verbenifolia) - Cóc mẩn, màn đất, rau choi. Khu vực phân bố: Vùng nhiệt đới và cận nhiệt đới miền đông châu Á kéo dài tới miền bắc Australia, đã du nhập vào vùng nhiệt đới châu Mỹ, Fiji, Mauritius và Tonga.
- Bonnaya cephalantha (T.Yamaz.) Eb.Fisch., Schäferh. & Kai Müll., 2013 (đồng nghĩa: L. cephalantha). Khu vực phân bố: Đông và đông bắc Thái Lan.
- Bonnaya ciliata (Colsm.) Spreng., 1824 (đồng nghĩa: L. ciliata, L. brachiata, L. bracteoides, L. serrata) - Lữ đằng lông, màn rìa, răng cưa mũi nhọn. Khu vực phân bố: Vùng nhiệt đới và cận nhiệt đới miền đông châu Á kéo dài tới miền bắc Australia, nhưng đã du nhập vào Florida.
- Bonnaya cowiei (W.R.Barker) Y.S.Liang & J.C.Wang, 2014 (đồng nghĩa: L. cowiei). Khu vực phân bố: Lãnh thổ Bắc Úc.
- Bonnaya multiflora Bonati, 1908 (đồng nghĩa: L. bonatii, L. viatica) - Lữ đằng ngao du, lữ đằng nhiều hoa. Khu vực phân bố: Đông Dương kéo dài đến bán đảo Mã Lai.
- Bonnaya oppositifolia (Retz.) Spreng., 1824 (đồng nghĩa: L. oppositifolia). Khu vực phân bố: Tiểu lục địa Ấn Độ.
- Bonnaya ruelloides (Colsm.) Spreng., 1824 (cách viết khác: Bonnaya ruellioides, đồng nghĩa: L. ruelloides, L. ruellioides, L. reptans)[4] - Lữ đằng dạng nổ, lữ đằng hoa hồng, răng cưa tía. Khu vực phân bố: Vùng nhiệt đới và cận nhiệt đới miền đông châu Á kéo dài tới New Guinea.
- Bonnaya sanpabloensis Y.S.Liang & J.C.Wang, 2014. Khu vực phân bố: Ấn Độ (Maharashtra), Trung Quốc (Vân Nam), Thái Lan, Philippines.
- Bonnaya succosa (Kerr ex Barnett) Eb.Fisch., Schäferh. & Kai Müll., 2013 (đồng nghĩa: L. succosa, L. tenuifolia var. pygmaea). Khu vực phân bố: Đông nam Trung Quốc (Hồng Kông), đông bắc Ấn Độ, Lào, Thái Lan.
- Bonnaya tenuifolia (Colsm.) Spreng., 1824 (đồng nghĩa: L. tenuifolia). Khu vực phân bố: Madagascar, vùng nhiệt đới và cận nhiệt đới miền đông châu Á kéo dài tới Australia (bắc Queensland).
- Bonnaya veronicifolia (Retz.) Spreng., 1824 (đồng nghĩa: L. veronicifolia, L. ciliata subsp. sivarajanii). Khu vực phân bố: Miền nam Ấn Độ, Sri Lanka.
- Bonnaya zanzibarica (Eb.Fisch. & Hepper) Eb.Fisch., Schäferh. & Kai Müll., 2013 (đồng nghĩa: L. zanzibarica). Khu vực phân bố: Kenya, Madagascar, Mozambique, Tanzania.